# Hanna Rek (1962)
Hanna Rek - drugi minialbum Hanny Rek wydany przez Pronit w 1962 roku. Album zawierał nagrania artystki dokonane w 1962 roku w studio Polskich Nagrań w Warszawie.

## Lista utworów
Strona a:
1. Złota przystań (Romuald Żyliński - Jadwiga Dumnicka)
2. Jacy śmieszni zakochani (Tadeusz Prejzner - Zbigniew Kaszkur)

Strona a:
1. Rozalia i Antoni (Marian Radzik - Jadwiga Dumnicka)
2. Czarna królewna (Andrzej Januszko - Tadeusz Urgacz)

## Muzycy
- Hanna Rek - śpiew
- Orkiestra Taneczna Polskiego Radia p/d Edwarda Czernego - akompaniament